# Картер (округ, Монтана)
Шаблон:StateAbbr_ 45°30′ пн. ш. 104°32′ зх. д. / 45.5° пн. ш. 104.54° зх. д.
Округ  Картер (англ. Carter County) — округ (графство) у штаті  Монтана, США. Ідентифікатор округу 30011.

## Історія
Округ утворений 1917 року.

## Демографія
За даними перепису 
2000 року 
загальне населення округу становило 1360 осіб, усе сільське.
Серед мешканців округу чоловіків було 662, а жінок — 698. В окрузі було 543 домогосподарства, 383 родин, які мешкали в 811 будинках.
Середній розмір родини становив 2,99.
Віковий розподіл населення поданий у таблиці:
| Стать    | До 15 років | 15-21 | 22-29 | 30-39 | 40-49 | 50-65 | 65-85 | Понад 85 |
| -------- | ----------- | ----- | ----- | ----- | ----- | ----- | ----- | -------- |
| Чоловіки | 120         | 75    | 39    | 81    | 116   | 126   | 90    | 15       |
| Жінки    | 153         | 55    | 27    | 94    | 110   | 120   | 108   | 31       |

## Суміжні округи
- Феллон — північ
- Гардінґ, Південна Дакота — схід
- Б'ютт, Південна Дакота — південний схід
- Крук, Вайомінґ — південь
- Роудер-Рівер — захід
- Кастер — північний захід

## Виноски
1. ↑  US Decennial Census. US Census Bureau. Архів оригіналу за 12 квітня 2013. Процитовано 27 листопада 2014.
2. ↑  Historical Census Browser. University of Virginia Library. Архів оригіналу за 11 серпня 2012. Процитовано 27 листопада 2014.
3. ↑  Population of Counties by Decennial Census: 1900 to 1990. US Census Bureau. Архів оригіналу за 22 вересня 2018. Процитовано 27 листопада 2014.
4. ↑  Census 2000 PHC-T-4. Ranking Tables for Counties: 1990 and 2000 (PDF). US Census Bureau. Архів оригіналу (PDF) за 18 грудня 2014. Процитовано 27 листопада 2014.
5. ↑  State & County QuickFacts. US Census Bureau. Архів оригіналу за 5 вересня 2015. Процитовано 14 вересня 2013.(англ.) Наведено за англійською вікіпедією.
6. ↑  American FactFinder. Бюро перепису населення США. Архів оригіналу за 29 липня 2011. Процитовано 31 січня 2008.

| США | Це незавершена стаття з географії США. Ви можете допомогти проєкту, виправивши або дописавши її. |